# Sýpka v Chrasti
Kamenná jednopatrová budova sýpky se nalézá v Chrašicích – místní části města Chrast v okrese Chrudim. Budova sýpky spolu s kostelem svatého Martina vytváří malebnou dominantu města. Budova sýpky je od 24. ledna 1964 chráněna jako nemovitá kulturní památka ČR.

## Historie
Budova jednopatrové sýpky byla postavena kolem poloviny 18. století jako součást rozsáhlého panského (biskupského) velkostatku a představuje úroveň stavební tvorby z doby správy královéhradeckým biskupstvím.
Sýpka byla v roce 1996 opravena soukromým majitelem do dnešní podoby. Do roku 2020 v ní fungovala krčma ve středověkém stylu – Krčma U Jonáše.

## Popis
Budova sýpky je postavena na obdélníkovém půdorysu. Sýpka má sedlovou střechu krytou bobrovkami. Budova sýpky je obílena, hrany, šambrány okének a korunní římsa jsou okrově žluté.
Průčelí budovy sýpky je opatřeno mohutným štítem, na jehož stranách i na vrcholu jsou umístěny piniové šišky. Trojúhelníkovitý štít člení v polovině výšky jednoduchá římsa, v horní části se nalézá zazděné kruhové okénko, v dolní části jsou dvě obdélníková okénka se šambránami, mezi nimi se nalézá větší zazděné okno s půlkruhovým obloukem.
V sýpce se obilí ukládalo v přízemí, v prvním patře a na půdě. Jednotlivá patra osvětlovala malá obdélníková okénka.

## Galerie

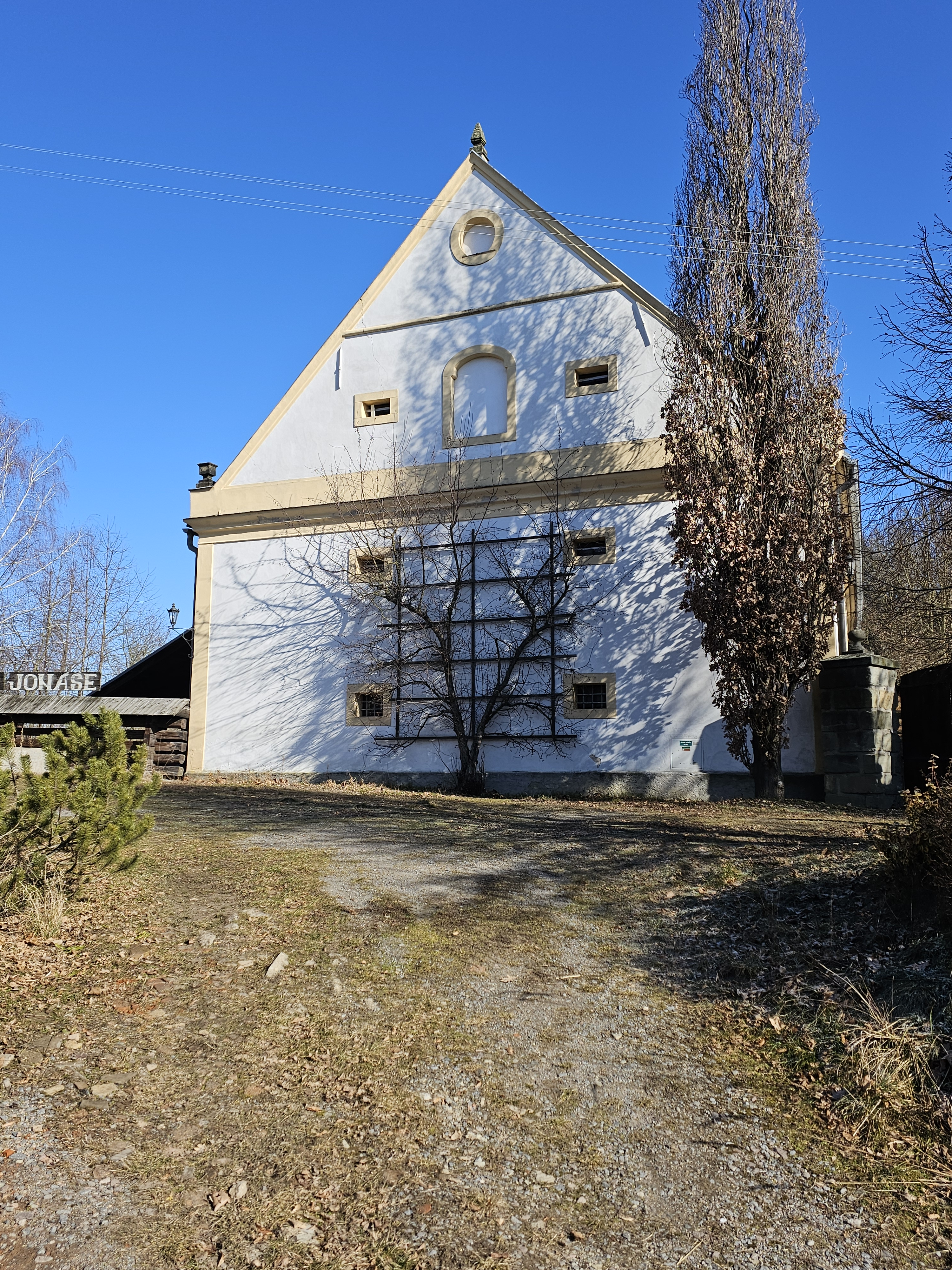
barokní sýpka v Chrasti - stav v roce 2025
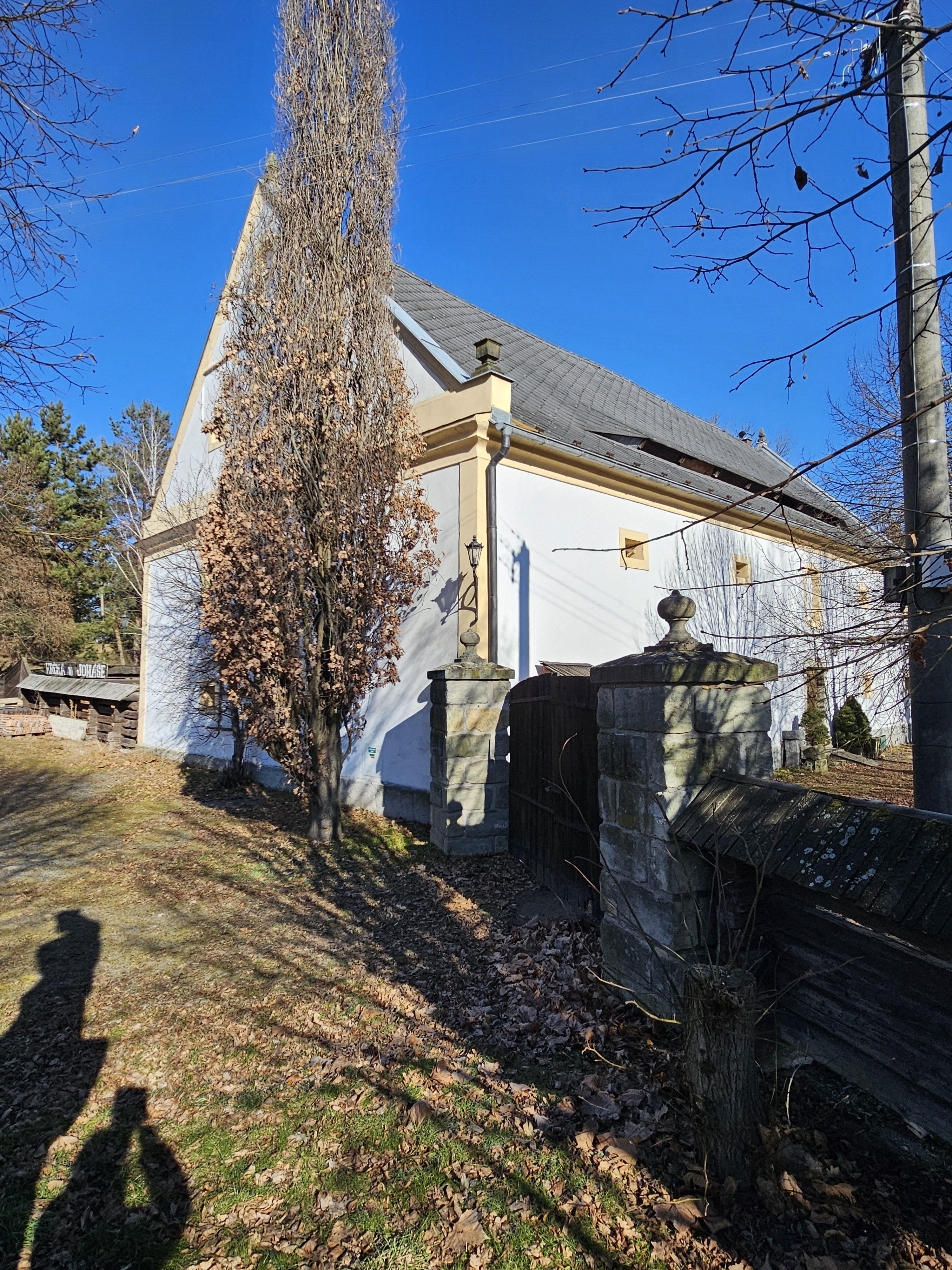
barokní sýpka v Chrasti - stav v roce 2025
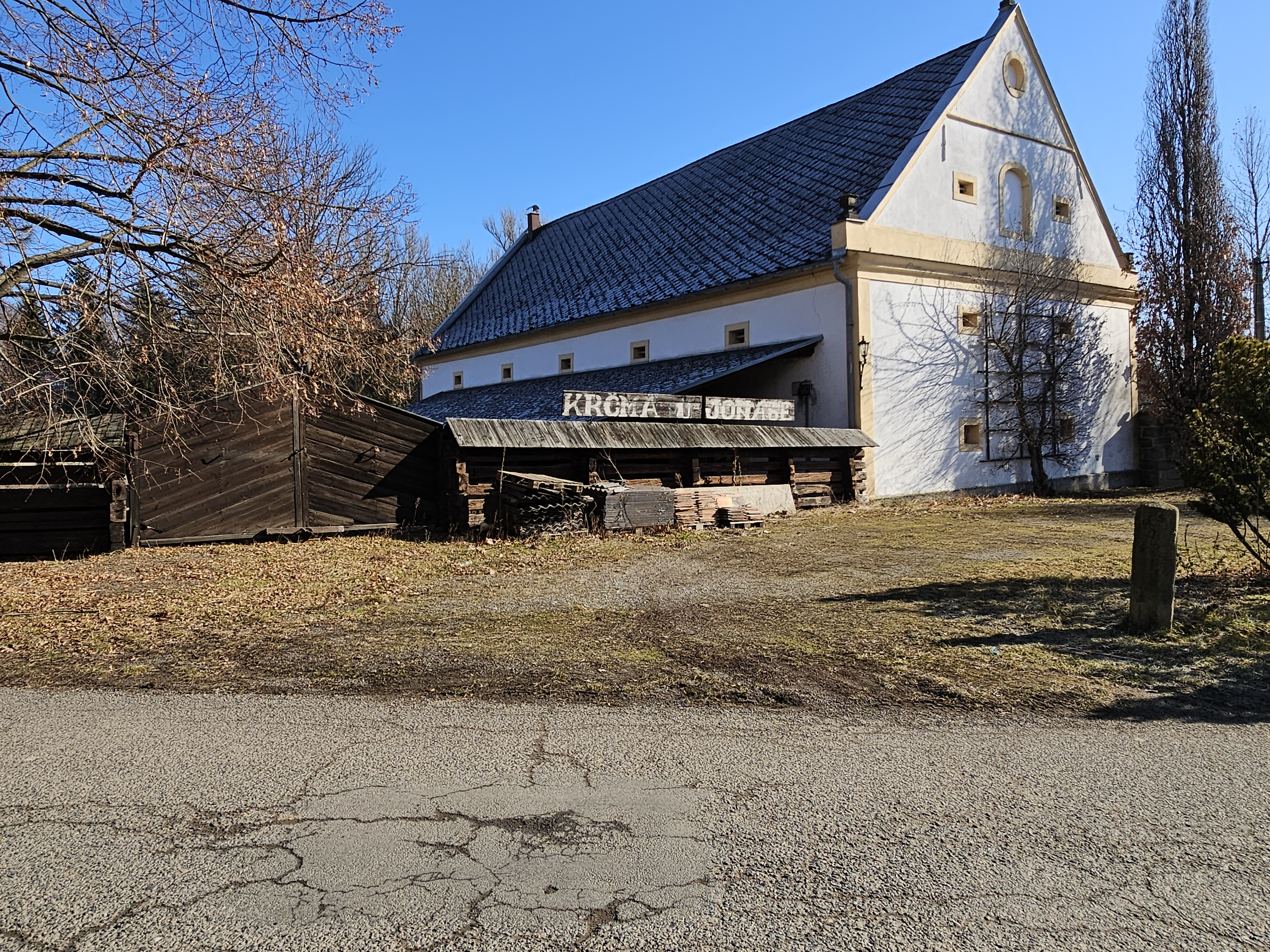
barokní sýpka v Chrasti - stav v roce 2025
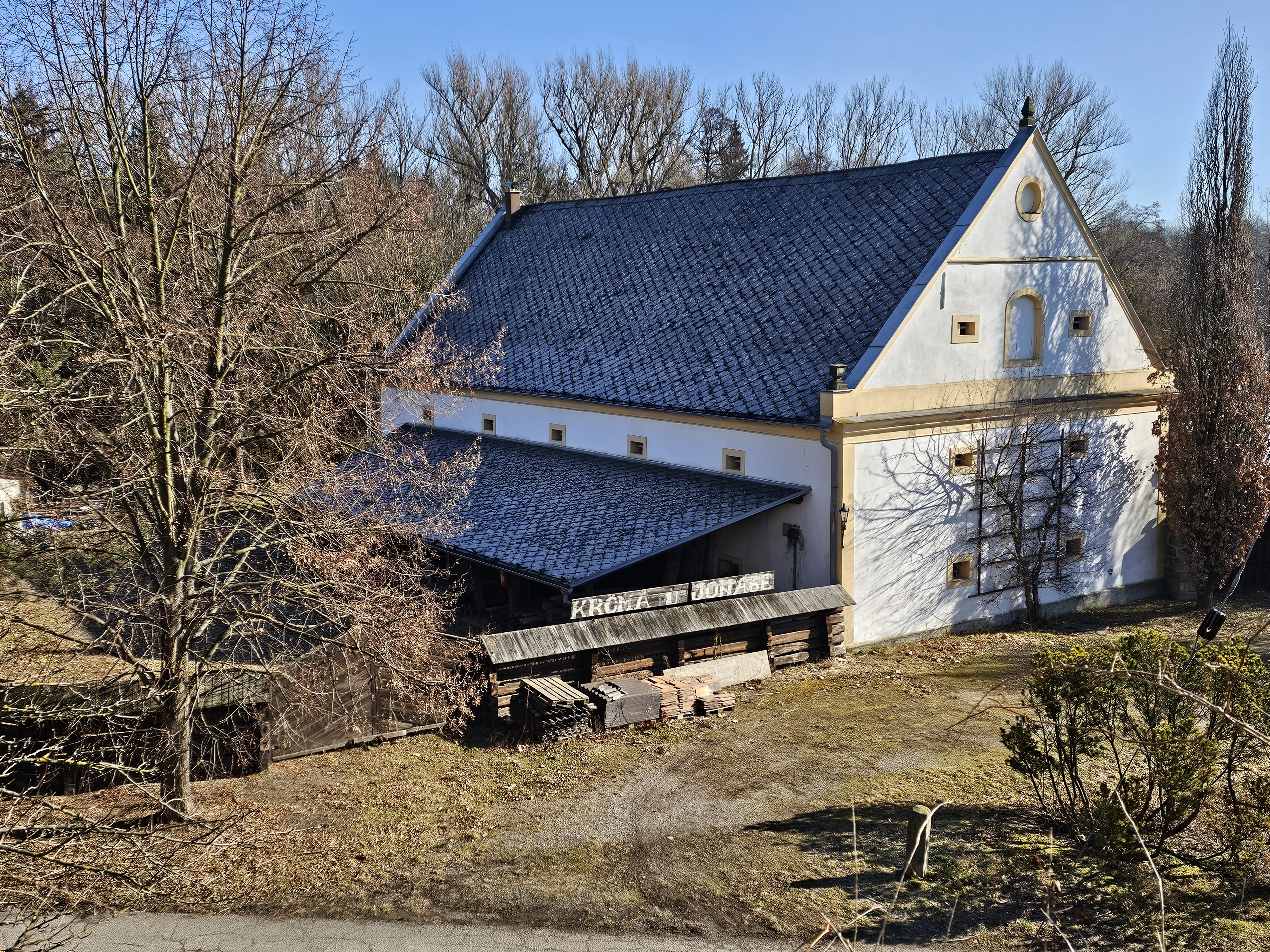
barokní sýpka v Chrasti - stav v roce 2025